# Río Skagit
El río Skagit (del inglés: Skagit River) (pronunciación en inglés: /ˈskædʒɨt/) es un río costero de la región del Pacífico Noroeste, que discurre por el suroeste de la provincia de la Columbia Británica, en Canadá, y el noroeste de Washington, en Estados Unidos. Tiene aproximadamente 240 km de longitud y drena una cuenca de 6900 km² de la parte de la cordillera de las Cascadas que siguen el extremo norte del Puget Sound, en el que finalmente desemboca el río.
El 10 de noviembre de 1978, el Congreso de los Estados Unidos estableció el «Sistema Río Salvaje y Paisajístico Skagit» (Skagit Wild and Scenic River System). El sistema incluye
255,1 km del Skagit y de algunos de sus afluentes, los ríos Sauk, Suiattle y Cascade.
El río es nombrado por la tribu de los skagit que tradicionalmente vivían en su cuenca.

## Geografía

### Curso

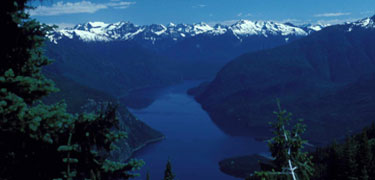
El lago Ross desde el pico Desolation

El río Skagit nace en el paso Allison en las Cascadas canadienses de la Columbia Británica. Desde allí fluye hacia el noroeste a lo largo de la carretera Crowsnest, que sigue el río en el parque provincial Manning. Gira bruscamente hacia el sur donde recibe al arroyo Snass, por la margen derecha, y a continuación, entra en el parque provincial Valle Skagit en el punto donde recibe al río Sumallo, también por la derecha. Recibe al río Klesilkwa, por la derecha, y fluye en dirección sureste y se convierte en el lago Ross, donde cruza la frontera entre Canadá y Estados Unidos y entra en el Estado de Washington.
El lago Ross es un embalse artificial formado por la presa Ross (construida entre 1937-1949) y tiene aproximadamente 39 km de longitud y 47 km² de superficie, serpenteando al sur a través del «Área de Recreación Nacional Lago Ross» (Ross Lake National Recreation Area), establecida en 1968. Aquí el río recibe al arroyo Beaver, por la derecha, y al arroyo Ruby, por la izquierda. Aguas abajo de la presa entra en el pequeño lago Diablo (de 4,0 km²), formado por la presa Diablo (construida entre 1917-1936) , y recibe a los arroyos Thunder y Colonial desde la izquierda, antes de entrar en el tercer y último embalse, el lago Gorge, formado por la presa Gorge. Las tres presas son parte del Proyecto Hidroeléctrico Río Skagit (Skagit River Hydroelectric Project).
Pasada la presa Gorge el río a menudo está seco, ya que sus aguas se desvían para generar energía hidroeléctrica. El agua es devuelta al río a su paso por Newhalem, una ciudad de la compañía Seattle City Light. Los arroyos Copper y Bacon, que fluyen ambos desde el parque nacional de las Cascadas del Norte, se unen al Skagit desde la derecha, cuando serpentea lentamente a través de un valle agrícola, pasando por Marblemount (203 hab.), donde el río Cascade se le une por la izquierda, y Rockport (109 hab.), donde recibe su principal afluente, el río Sauk (72 km), desde la izquierda.
Después de recibir al río Sauk, el Skagit gira hacia el oeste, pasando por Concrete (705 hab.) y recibiendo al río Baker, su segundo mayor afluente (48 km), por la derecha. El río continúa fluyendo al oeste, más allá de Sedro-Woolley (10 540 hab.) y Mount Vernon (31 743 hab.). En el antiguo emplazamiento de Skagit City, diverge en dos ramales, el ramal Norte y el Sur, formando la isla Fir. Estos dos ramales desaguan en Skagit Bay, una rama del Puget Sound.
La cuenca del Skagit se caracteriza por la temperatura, las latitudes medias y el clima marítimo templado. Las temperaturas varían ampliamente en toda la cuenca. El registro de temperaturas en Newhalem van de un mínimo de -21 °C y un máximo de 43 °C, con extremos probablemente mayores en las montañas. Las temperaturas más altas se registran comúnmente en julio y las más bajas se encuentran en enero.

### Economía
El Proyecto Hidroeléctrico Río Skagit (Skagit River Hydroelectric Project) es un grupo de tres grandes presas, construidas en los años 1920 y 1930, que son una fuente primaria de energía hidroeléctrica para Seattle y otras comunidades de la zona. El ferrocarril Skagit River fue construido por la ciudad de Seattle para transportar trabajadores y materiales de construcción para las presas. El río hoy es un destino popular para el rafting y la pesca con mosca.

### Afluentes

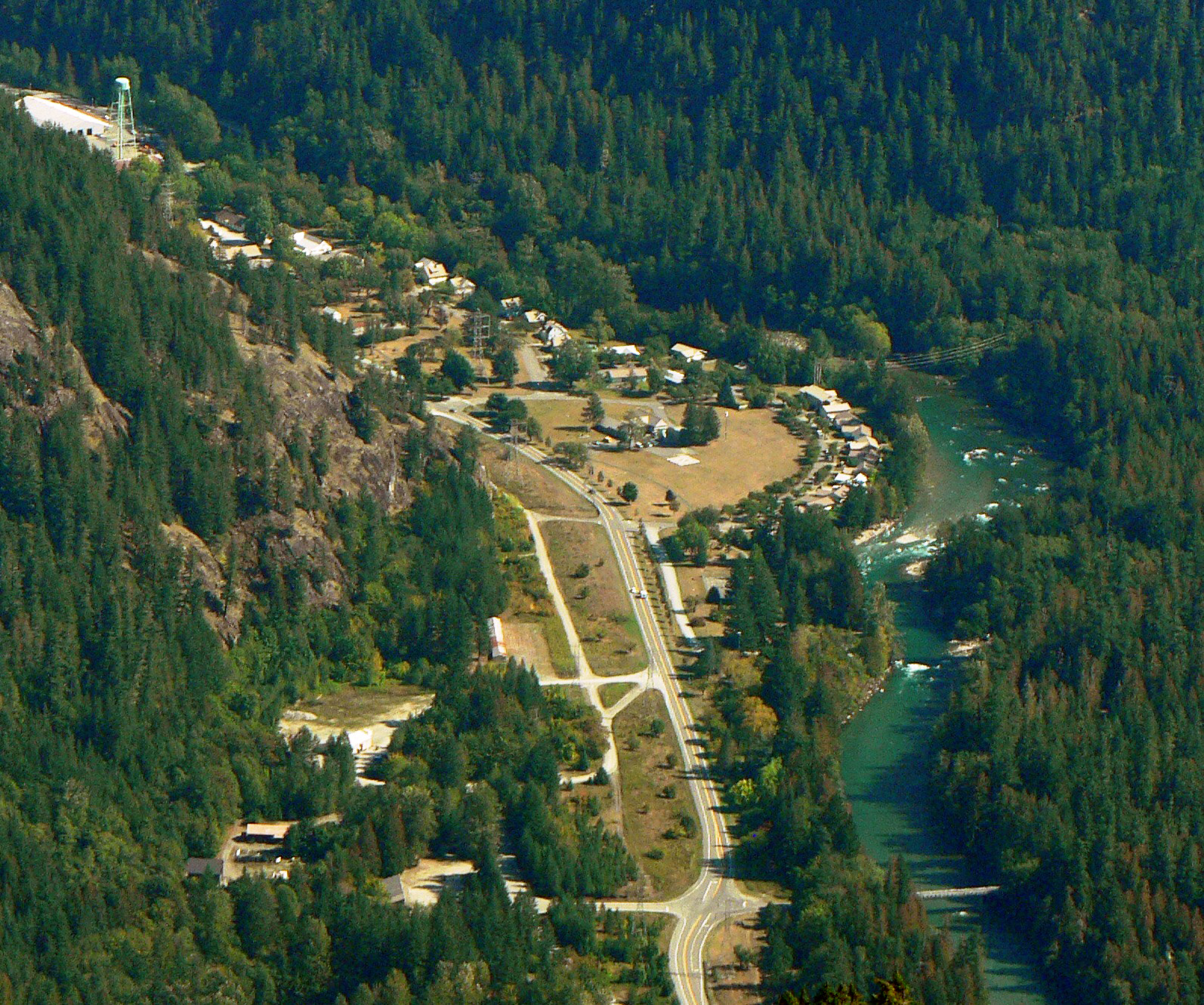
En Newhalem, la Ruta estatal 20 (Washington) sigue de cerca el río Skagit.

Los principales afluentes del río son:
- en Canadá: Skaist, Sumallo y Klesilkwa;

- en los Estados Unidos: Cascade, Sauk (72 km) y Baker (48 km).

### Localidades a lo largo del Skagit
Las principales ciudades y localidades a lo largo del Skagit, todas en Estados Unidos, son:
- Mount Vernon (31 743 hab.)
- Burlington (8388 hab.)
- Sedro-Woolley (10 540 hab.)
- Lyman (438 hab.)
- Hamilton (301 hab.)
- Concrete (705 hab.)
- Rockport (109 hab.)
- Marblemount (203 hab.)
- Newhalem

## Historia natural

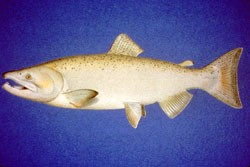
salmon chinook

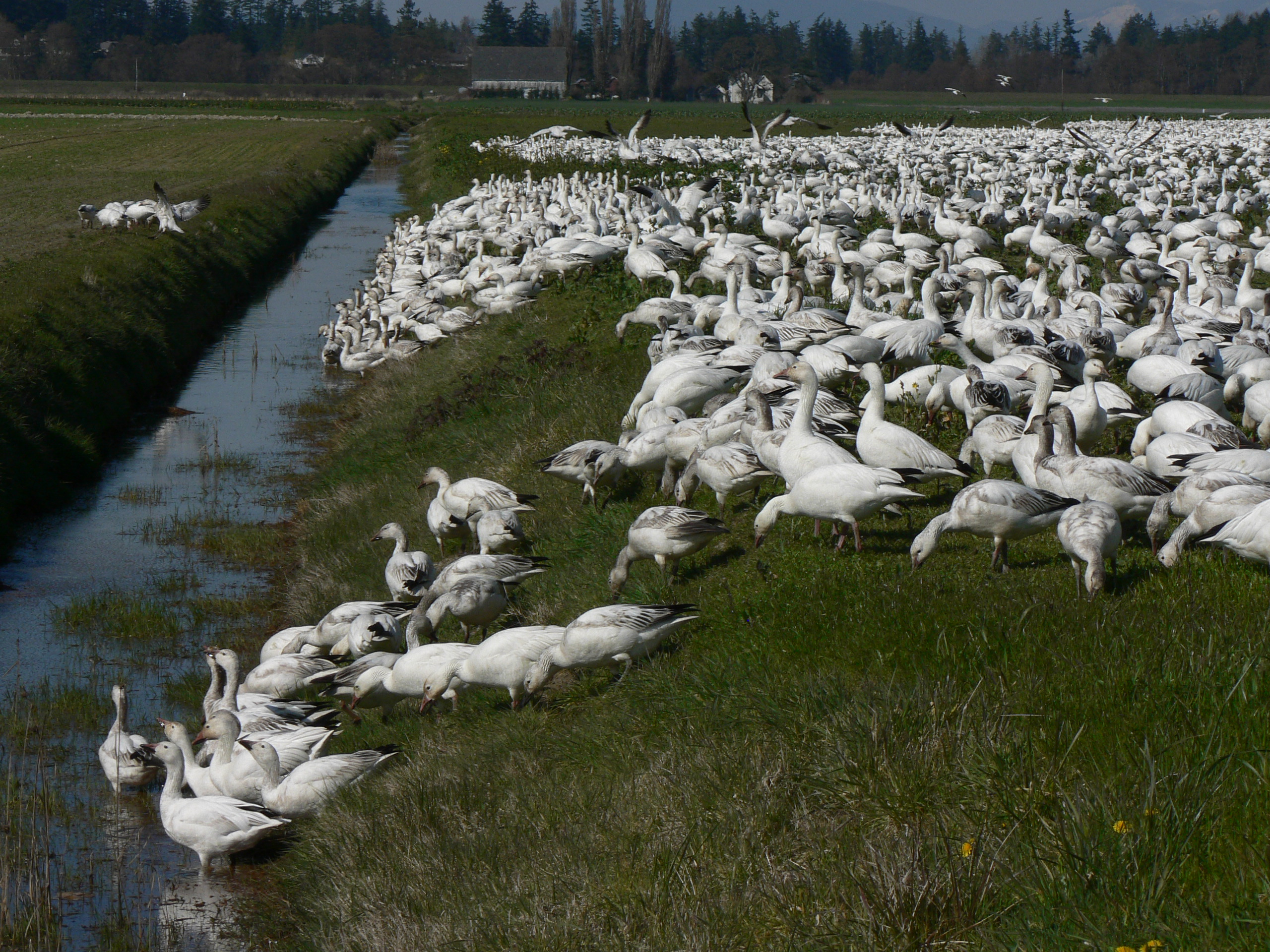
El delta del río Skagit es un importante hábitat de invierno para los gansos de nieve (en la foto) y los cisnes trompeteros.

El Skagit proporciona hábitat para el desove de salmón. Es el único sistema de grandes ríos en Washington que contiene poblaciones saludables de las cinco especies nativas de salmón y dos especies de truchas. En el río desovan el salmon chinook, salmon coho, salmon chum, salmon rosa, salmon sockeye, y trucha arco iris y trucha degollada costera.
El río da soporte a una de las mayores poblaciones de invernada del águila calva en el territorio continental de los Estados Unidos. Las águilas se alimentan de salmones chum y coho que regresan a desovar en el Skagit y sus afluentes. Las águilas llegan a finales de octubre o principios de noviembre y permanecen hasta febrero. El mayor número de águilas se ve generalmente en enero. Estas águilas vienen desde tierra adentro, desde Canadá y de lugares tan lejanos como Alaska y Montana. Cuando el desove de los salmones es abundante, entre 600 a 800 águilas se sienten atraídas por el río.
Miles de gansos de nieve invernan en el estuario del río Skagit. Estos gansos se alimentan de plantas de los pantanos intermareales, como el junco, y se sienten atraídos por las tierras de cultivo cercanas donde encuentran restos de patatas en los campos. También los cisnes trompeteros se sienten atraídos por el hábitat del estuario. Puede haber varios cientos de cisnes en el valle de Skagit, de octubre a febrero.
Históricamente, el estuario mareal del Skagit tenía presas de castores en la zona de mirtáceas. Esto diques eran superados con la marea alta, pero con la marea baja sus embalses alimentaban salmones juveniles.
La cuenca del río Skagit proporciona hábitat para un conjunto diverso de animales. Para obtener más información acerca de estos animales, ver Lista de Vida Silvestre de la Cuenca del Río Skagit.

### Designación como río salvaje y paisajístico
El 10 de noviembre de 1978, el Congreso de los Estados Unidos estableció el «Sistema Río Salvaje y Paisajístico Skagit» (Skagit Wild and Scenic River System). El sistema incluye 255,1 km del Skagit y de algunos de sus afluentes, los ríos Sauk, Suiattle y Cascade. Esta designación como río salvaje y paisajístico nacional es para proteger y mejorar los valores que causaron su designación:
- características de flujo libre y calidad del agua de cada uno de los cuatro ríos;
- notable y extraordinaria fauna, peces y cualidades paisajísticas.[3]

El sistema del río Skagit fluye a través de tierras tanto públicas como privadas. El 50% del sistema es de propiedad privada, el 44% es tierra del Sistema Nacional de Bosques, y el 6% es propiedad del estado y otras agencias. El sistema del Skagit es administrado por el Servicio Forestal de Estados Unidos como parte del bosque nacional Mt. Baker-Snoqualmie (Mt. Baker-Snoqualmie National Forest).

## Geología

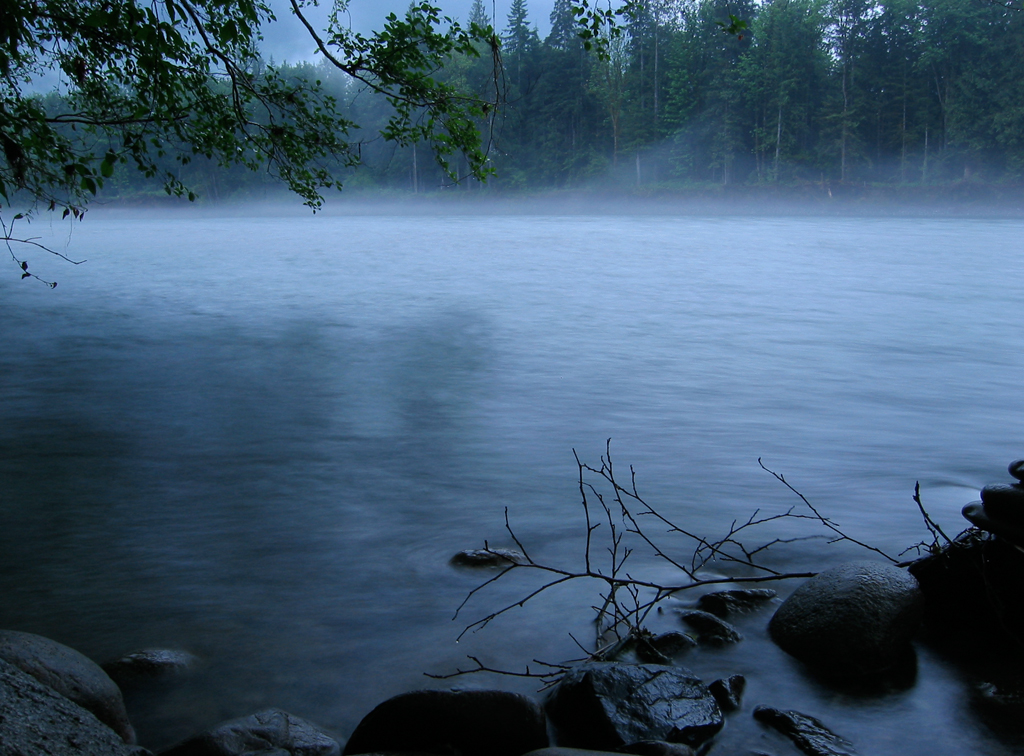
El Skagit cerca de Marblemount.

El río Skagit fue muy influenciado por el repetido avance y retiro del lóbulo Puget de la capa de hielo de la Cordillera. Las morrenas de hielo y grava repetidamente bloquearon el Skagit, haciendo que se acumulase en lagos y obligándolo a drenar hacia el sur en el futuro Ramal Norte del río Stillaguamish (108 km). Después de que se retirase el hielo, el Skagit rompió la presa de morrena cerca de la pequeña localidad de Concrete (WA), encontrando su rumbo actual. Los ríos Sauk y Suiattle continuaron drenando en el futuro Ramal Norte del Stillaguamish hasta que las erupciones del pico Glacier ahogaron los ríos con desechos, causando la formación de un abanico aluvial cerca de la actual Darrington (WA). Esos restos obligaron a ambos ríos a drenar hacia el norte hasta unirse al Skagit.
Por encima de Newhalem (WA), el Skagit fluye a través de una profunda garganta, lo que contrasta fuertemente con el valle glacial debajo de Newhalem. Una de las varias teorías acerca de esta anomalía es que la parte superior del Skagit drenaba antes hacia el norte, en Canadá, y que el crecimiento y el retroceso de los sucesivos flujos de hielo cordillerano consiguieron la reversión. Cada avance bloqueaba el río, lo que obligó a buscar nuevas rutas hacia el sur, tallando en el proceso profundos barrancos. Finalmente, la garganta del Skagit era tan profunda que incluso después de que se retirase el hielo de la Cordillera para bien, el río continuó fluyendo hacia el sur en lugar de ir hacia el norte a Canadá.
La cuenca del Skagit se compone de cumbres altas y valles bajos. Los puntos más altos de la cuenca son dos volcanes, el monte Baker (3286 m) y el pico Glacier (3213 m). La mayor parte de la cuenca se encuentra por encima de los 600 m.[cita requerida] El río termina su curso en el nivel del mar donde se encuentra con el Puget Sound.[cita requerida]

## Historia

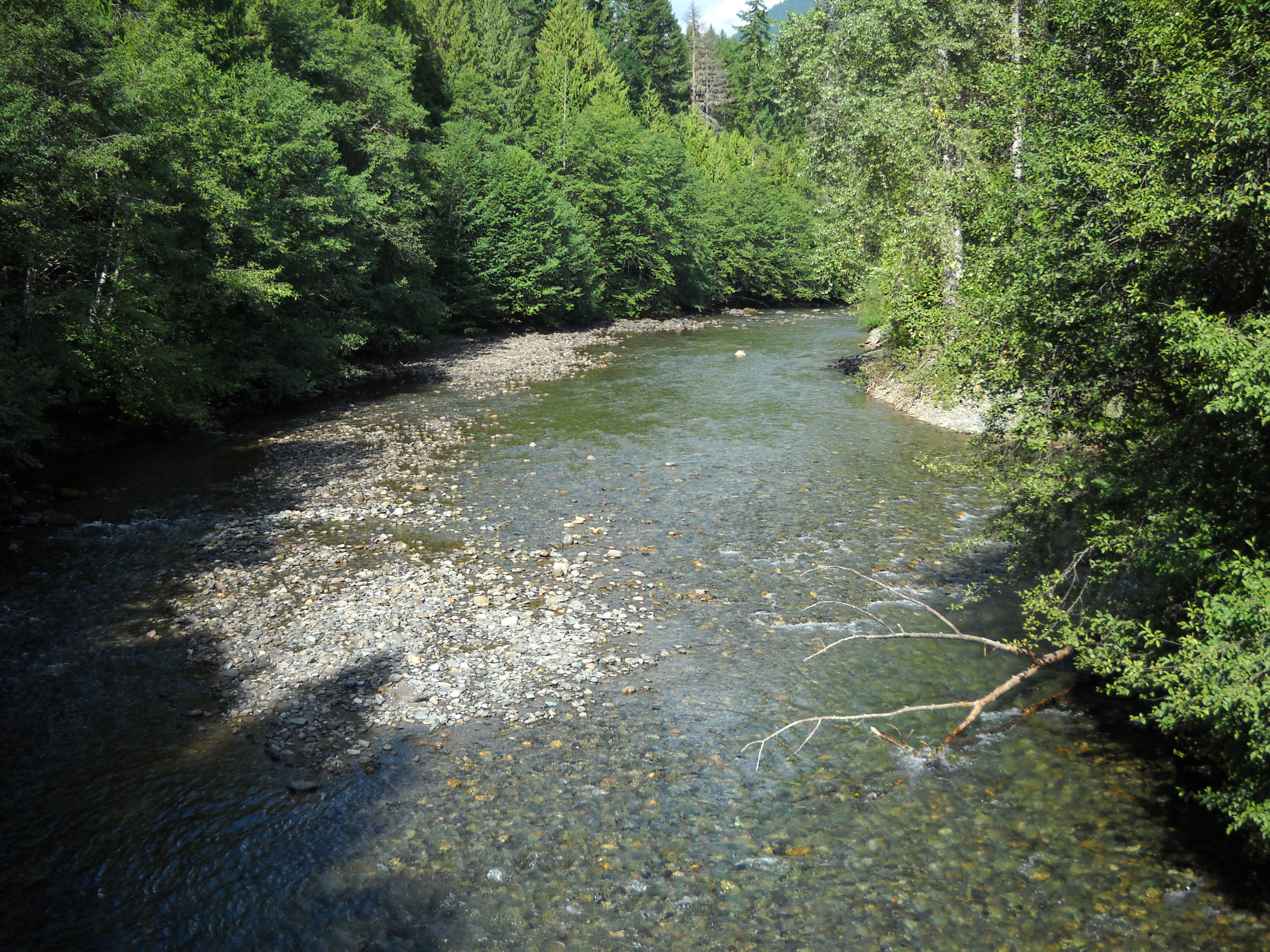
Mirando río arriba desde el puente 26 Mile en Columbia Británica

El río toma su nombre de la tribu skagit, un nombre usado por europeos y estadounidenses para designar a dos pueblos distintos de nativos americanos, los skagit superiores (Upper Skagit) y los skagit inferiores (Lower Skagit). Los nativos han vivido a lo largo del Skagit durante miles de años. Hay evidencias arqueológicas que indica que los ancestros de la tribu de los Alto Skagit vivían en la zona que ahora es parte del «Área de Recreación Nacional Lago Ross» hace al menos 8000 años. Extraían chert de la montaña Hozomeen para hacer hojas, que fueron utilizadas en una amplia zona comercial.
Ambas tribus tradicionalmente hablaban dialectos de la lengua lushootseed, una rama de la familia Salishan. La tribu de los skagit superiores ocupaba las tierras a lo largo del Skagit desde lo que es ahora Newhalem hasta la desembocadura del río en el Puget Sound. La tribu de los skagit inferiores vivía en el norte de la isla Whidbey y han llegado a ser conocidos también como los skagit de la isla Whidbey. Las evidencias arqueológicas revelan que estos pueblos obtenían su alimento de los recursos naturales, mediante pesca, caza y recolección.
El área de los skagit superiores fue descrita por primera vez por escrito en 1859 por Henry Custer, el topógrafo estadounidense de la Comisión de Fronteras de Estados Unidos. Con otros dos hombres del gobierno estadounidense y diez locales de los nooksack y bandas chilliwack, descendió en canoas y porteó desde la frontera Canadá-Estados Unidos aguas abajo hasta el arroyo Ruby, un afluente del curso superior del Skagit. La partida no encontró nativos que habitasen en la zona superior del Skagit en ese momento. Custer habló más tarde de la zona con un anciano jefe samona llamado Chinsoloc, que había vivido allí en algún momento y que le dibujó un mapa detallado de memoria, que el topógrafo reconoció exacto. (Nota: No está claro a que tribu se refiere; no hay ninguna tribu local llamada samona. La Skeetchestn Indian Band, de la Nación Secwepemc (Shuswap), se encuentra en la zona de la actual Savona (Columbia Británica). Desde la década de 1860, han tenido una reserva allí.) Custer documentó este encuentro y la precisión del mapa del jefe en su Report of Henry Custer, Assistant of Reconnaissances, Made in 1859 over the routes in the Cascades Mountains in the vicinity of the 49th parallel [Informe de Henry Custer, asistente de reconocimientos, hecho en 1859 sobre las rutas en las montañas Cascadas en las cercanías del paralelo 49], ahora en la colección del Servicio de Parques Nacionales.
Los asentamientos a lo largo del río a finales de 1800 fueron inhibidos por la existencia en el cauce de dos antiguos atolladeros que bloqueaban la navegación río arriba. Los colonos establecieron por primera vez un pueblo en la punta del delta que llamaron Skagit City. El gran atasco de troncos se encontraba unos 16 km aguas arriba de la desembocadura del río. Los intentos de eliminar el atasco comenzaron en 1874 por un equipo de madereros, quienes salvaron los troncos. Después de tres años de trabajo, una sección de 20 000 m² del atasco se liberó y se dispersó río abajo. Poco después el río se volvió navegable. Mount Vernon fue fundada en el lugar aproximado de ese atolladero.
En noviembre de 1897 el río Skagit provocó graves inundaciones; cuando las aguas retrocedieron, se formaron dos nuevos atascos provocados por troncos que bloquearon la navegación. El más grande estaba cerca de la boca, y obstruyó el río de orilla a orilla en cerca de 730 m. Se usó un barco de reciente construcción para eliminar atolladeros de troncos, llamado Skagit, y los equipos finalmente despejaron este atasco en aproximadamente un mes.
En mayo de 2013, una parte del puente I-5 Skagit River se derrumbó, precipitándose dos coches en el agua cerca de Mount Vernon. El tráfico en ambos sentidos tuvo que ser desviada alrededor del puente. Un puente temporal se instaló el 19 de junio de 2013 y el puente, con mucho tráfico, se volvió a abrir al tráfico. Lleva anualmente 71 000 vehículos. Los contratos firmados estipulan que en el otoño de 2013 debe de estar reemplazado de forma permanente.